# Iamki (Leningrad)
|  | Per a altres significats, vegeu «Iamki». |

Iamki (en rus: Ямки) és un poble de l'óblast de Leningrad, a Rússia, que el 2017 tenia 60 habitants, pertany al districte de Vólossovo.